# Audi RS5
Audi RS5 − usportowiona odmiana Audi A5 produkowana przez koncern Volkswagen AG pod marką Audi od 2010 roku. Pojazd po raz pierwszy zaprezentowano podczas targów motoryzacyjnych w Genewie w marcu 2007 roku. ,,A-piątka" dostępna jest dostępna w 3 odmianach: 2-drzwiowe coupé i cabrio oraz 5-drzwiowy liftback.

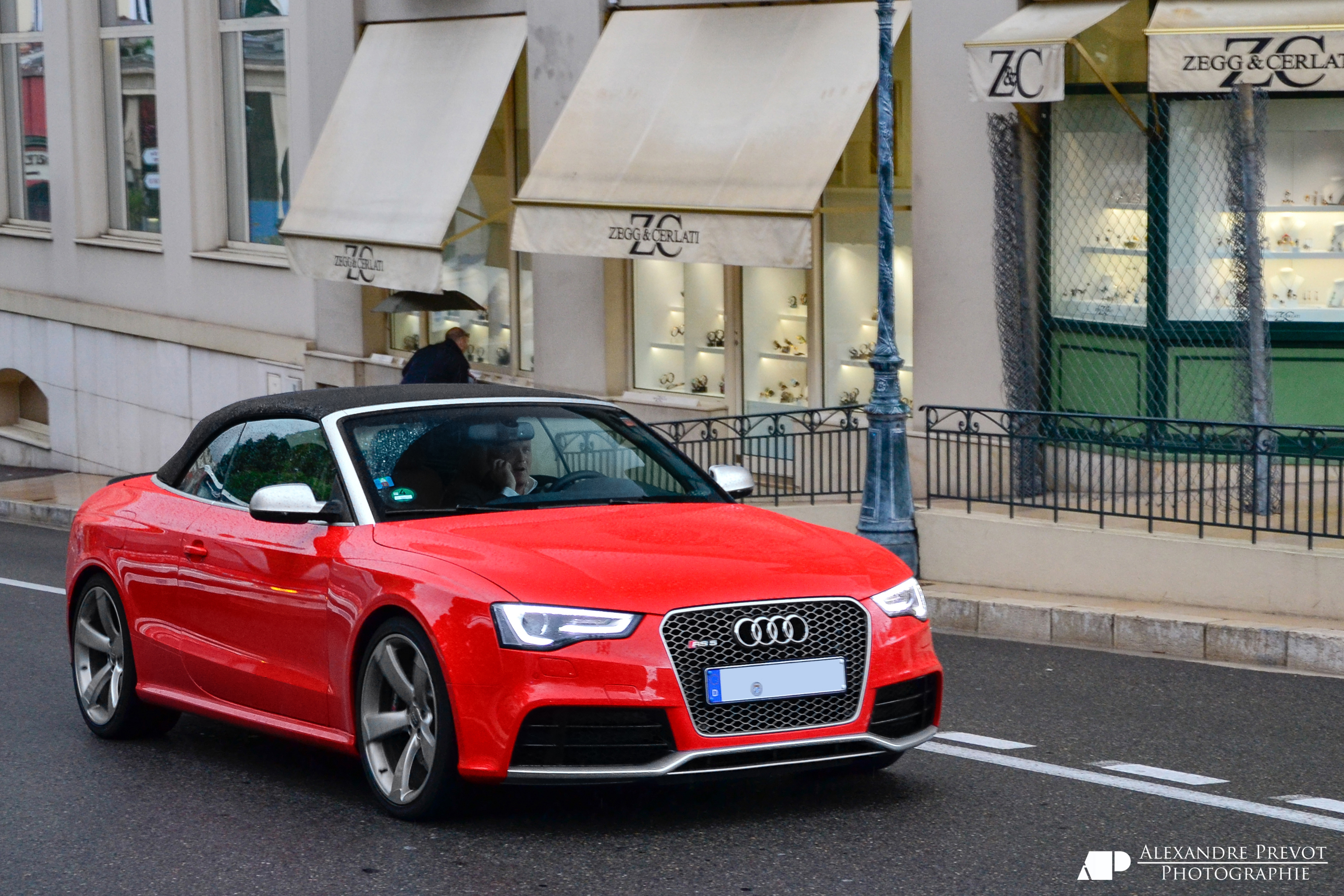
Audi RS5 Cabrio

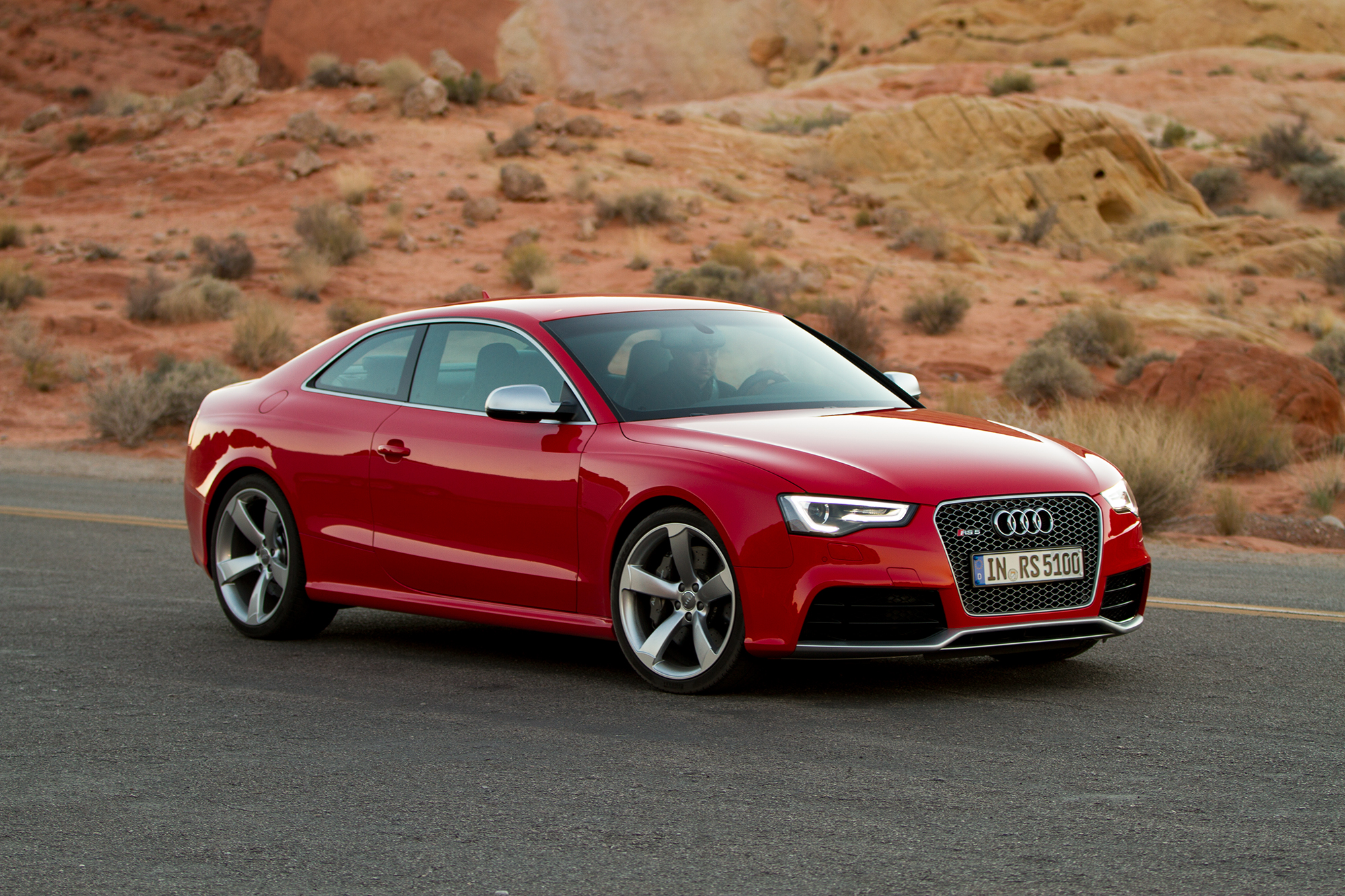
Audi RS5 coupe po liftingu

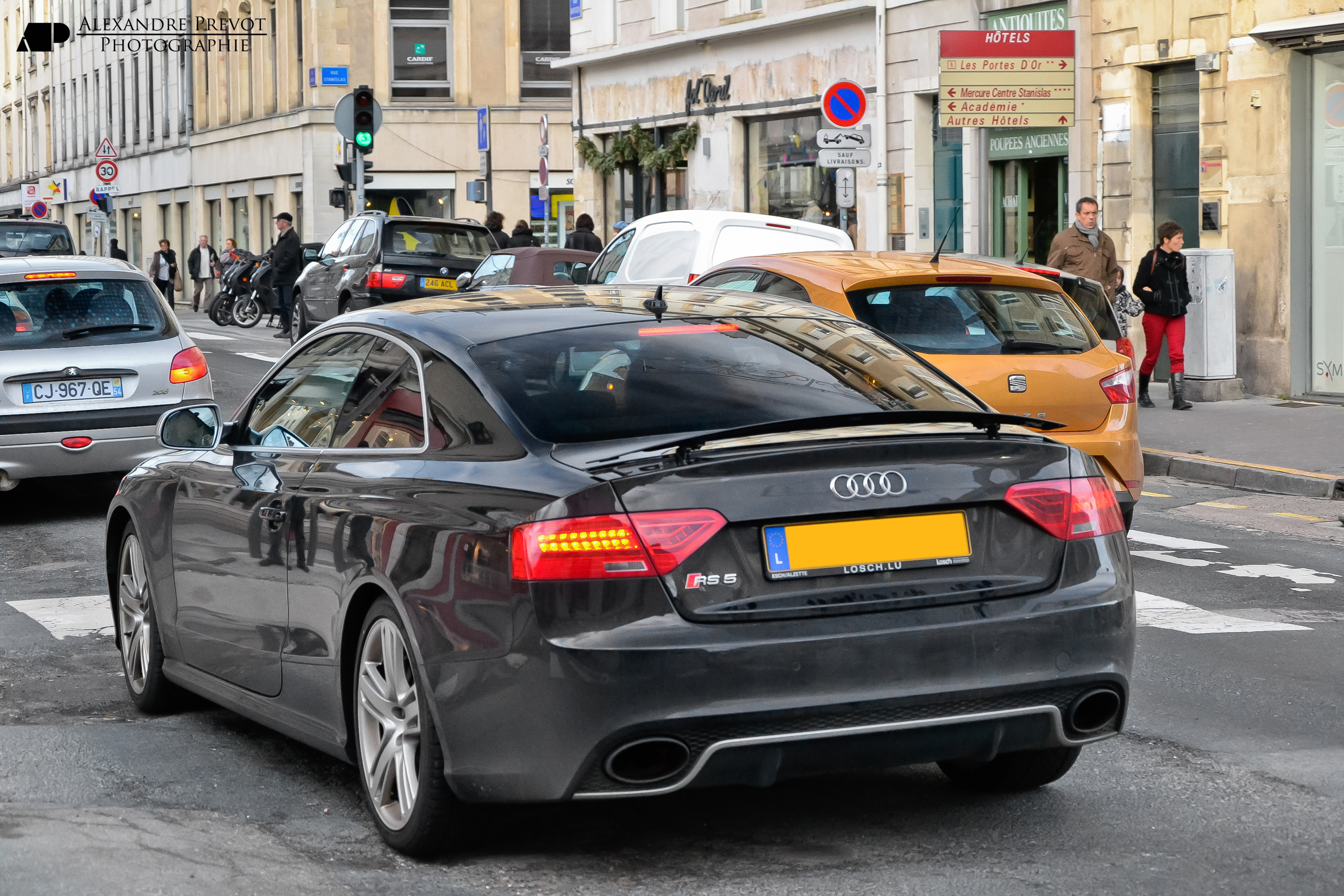
Tył RS5 coupe

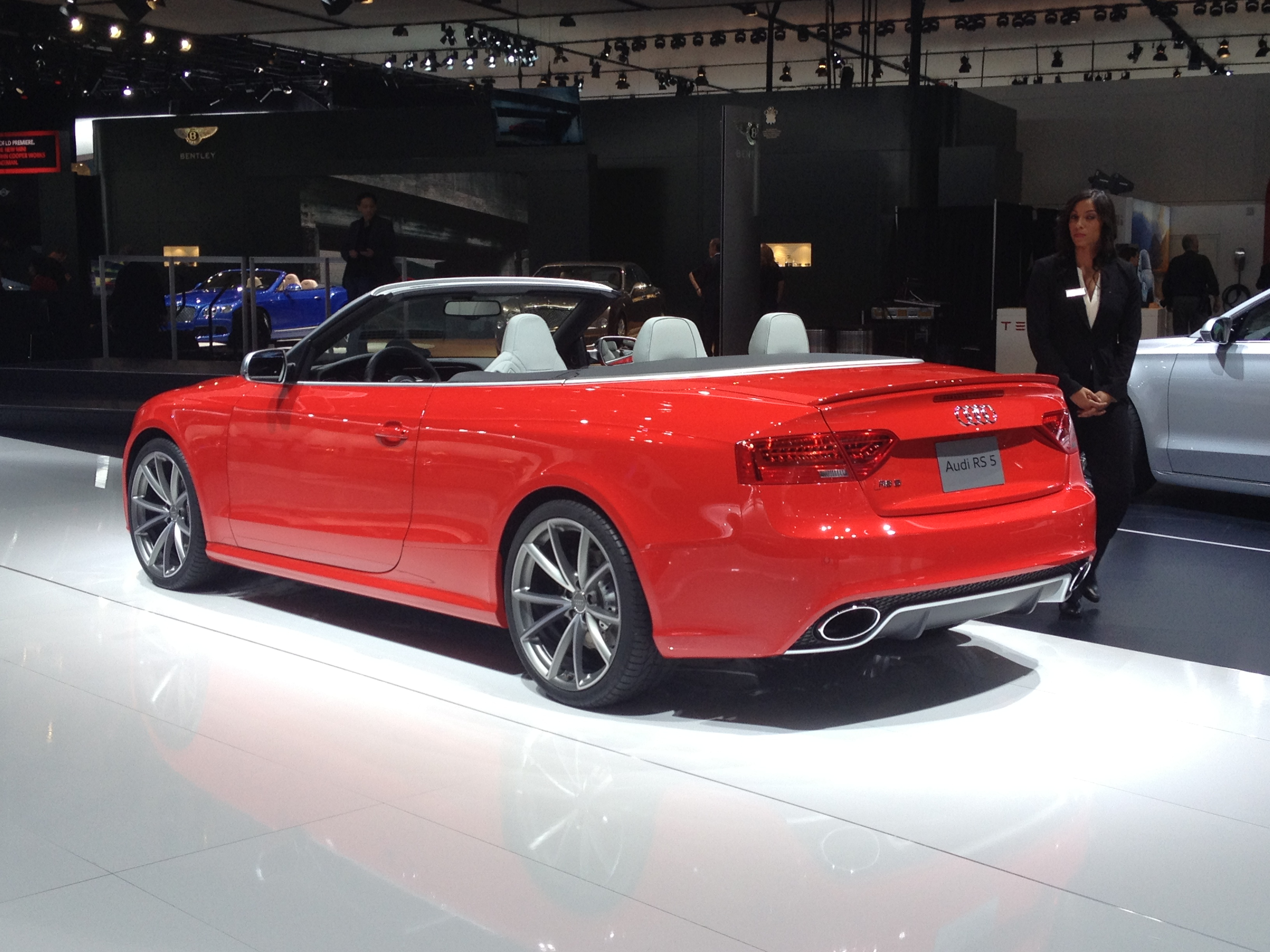
Tył RS5 cabrio

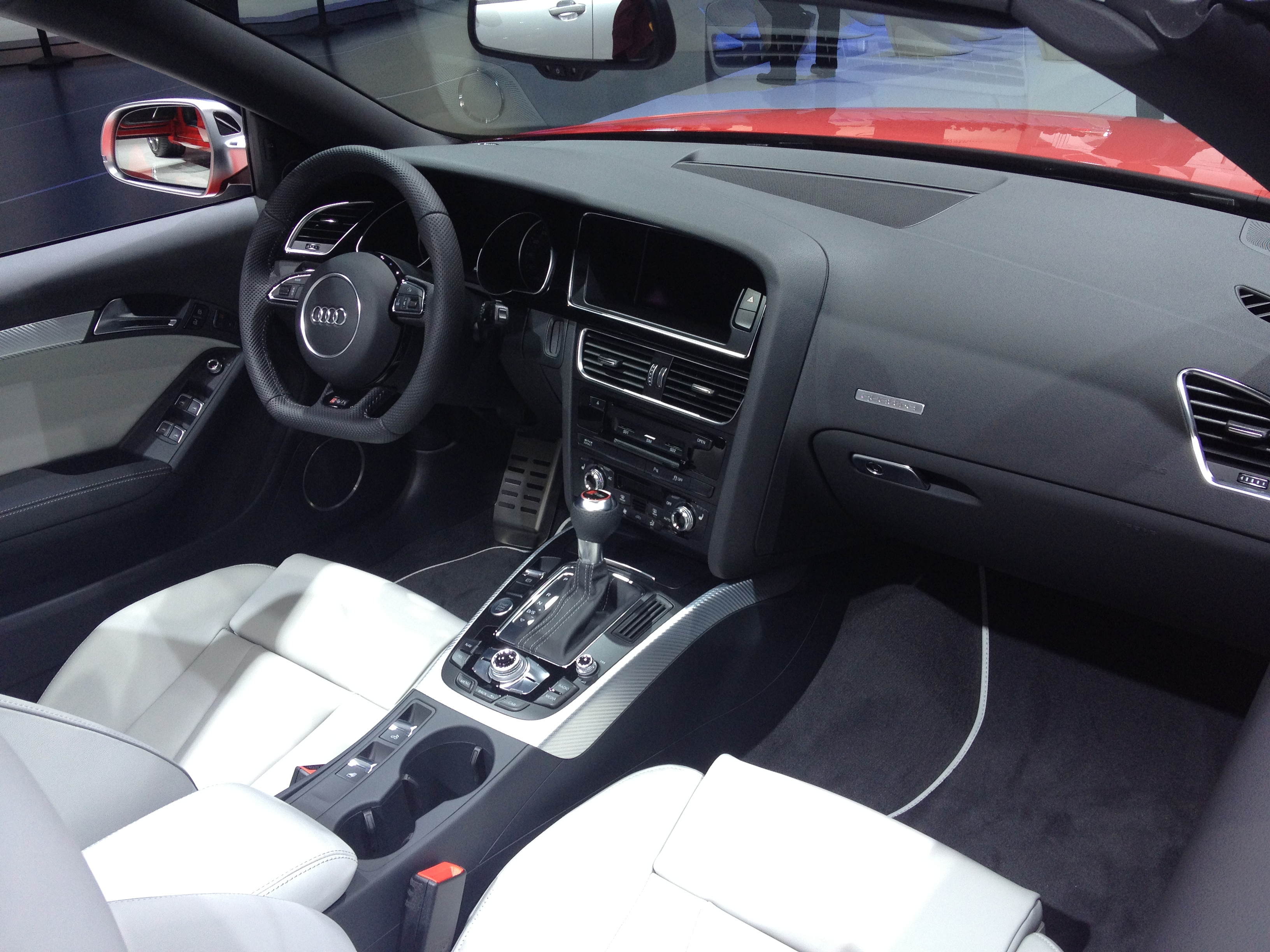
Wnętrze

Podczas targów motoryzacyjnych we Frankfurcie we wrześniu 2011 roku zaprezentowano wersję po liftingu. Przeprojektowano m.in. przednie reflektory oraz zderzaki i krawędzie grilla.

## Dane techniczne
- Silnik – silnik benzynowy, wolnossący, V8, FSI, DOHC
- Liczba cylindrów – 8
- Liczba zaworów – 32
- Pojemność skokowa – 4.2 l (4163 cm3)
- Moc maksymalna – 450 KM (346 kW przy 8250 obr./min.)
- Maksymalny moment obrotowy – 430 Nm przy 4000 – 6000 obr./min.
- Przyśpieszenie od 0 do 100 km/h – coupe: 4.5 s
cabrio: 4.9 s
- Prędkość maksymalna – 250 km/h (ograniczone elektronicznie)
280 km/h (za dopłatą)
- Średnie zużycie paliwa – 10.6 l/100 km (Super Plus)
- Norma emisji spalin – Euro 5
- Średnia emisja CO2 – 249 g/km